# Nemoria menatstii
Nemoria menatstii là một loài bướm đêm trong họ Geometridae.